# Публий Секстий Липпин Тарквициан
Пу́блий Се́кстий Липпи́н Тарквициа́н (лат. Publius Sextius Lippinus Tarquitianus; умер после 14 года, Римская империя) — государственный и политический деятель эпохи ранней Римской империи, квестор 14 года.

## Биография
Тарквициан был homo novus и происходил либо из самнитского города Куры, либо из умбрийского Ассизиума. В 13 году он входил в состав коллегии децемвиров для судебных разбирательств (лат. decemvir stlitibus iudicandis). В 14 году Публий Секстий служил в качестве квестора в Македонии. В том же году Тарквициан был посвящён в Самофракийские мистерии. Кроме того, в современной историографии предполагается, что в неизвестном году он мог служить и легатом-пропретором.
Более о Публии Секстии ничего не известно.

## Примечание
1. 1 2  Corpus Inscriptionum Latinarum 3, 717
2. ↑  Guettel Cole S. Theoi Megaloi: The Cult of The Great Gods at Samothrace. — Leiden, E. J. Brill, 1984. — 193 ps. — P. 91. — ISBN 90-04-06885-6